# Omegle
Omegle fue un sitio web gratuito de chat y vídeo en línea que permitía a los usuarios socializar con otras personas sin necesidad de registrarse. El servicio emparejaba a los usuarios al azar en sesiones de chat uno a uno en las que conversan de forma anónima con los nombres "Usted" y "Extraño" o "Extraño 1" y "Extraño 2" en el caso del modo Espía. El sitio fue creado por el americano-francés Leif K-Brooks, de 18 años, de Brattleboro, Vermont, y fue lanzado el 25 de marzo de 2009. Menos de un mes después del lanzamiento, Omegle obtuvo alrededor de 150000 páginas vistas al día, y en marzo de 2010 el sitio introdujo una función de videoconferencia.
Se han realizado comparaciones con AOL de principios de la década de 1990. Otros productos que brindan servicios similares incluyen Tinychat y Whisper.
El 8 de noviembre de 2023, se cerró el acceso a la página web sin anuncio previo. Al intentar ingresar a la página, aparece un mensaje escrito por el fundador de la página, Leif K-Brooks, donde se expresa que el sitio web ya no era posible mantenerlo debido a problemas financieros y psicológicos provocados por la carga emocional que suponía sostener una página web con varios señalamientos en contra de ella.

## Descripción
El servidor conectaba a los usuarios en una ventana de chat uno a uno, en donde era posible conversar anónimamente; en lugar de elegir un pseudónimo, el sitio los nombra You (tú) y Stranger (desconocido).
Menos de un mes después del lanzamiento, Omegle obtuvo alrededor de 150.000 páginas vistas al día y en marzo de 2010 el sitio introdujo una función de videoconferencia.
Se han realizado comparaciones con AOL de principios de la década de 1990. Otros productos que brindan servicios similares incluyen Tinychat y Whisper.

## Características
Omegle era inicialmente un chat de solo texto que emparejaba a los usuarios al azar para comunicarse como "extraños". Sin embargo, en 2010, Omegle introdujo un modo de video para complementar el modo de chat de texto, que une a extraños que usan cámaras web y micrófonos. El chat de video también contenía una ventana de texto incorporada.
En 2011 se introdujo la versión beta de una nueva función, "modo espía". En el modo espía (modo pregunta), los usuarios elegían una de dos opciones, ser el "espía" y hacer una pregunta a dos extraños o discutir una pregunta con otro extraño hecha previamente por el espía. Como espía, el usuario ingresaba cualquier pregunta para que los dos extraños respondan o discutan y mientras tanto ver la discusión como un tercero, aunque sin poder contribuir más a la conversación. El espía podía salir en cualquier momento sin terminar el chat de los otros dos extraños. Si un usuario discutía una pregunta, al igual como en el modo de texto normal, este sería emparejado con otro extraño y discutiría la pregunta que el espía hizo hasta el punto en el que otro extraño decida desconectarse o pasar a otra pregunta.
En 2012,[cita requerida] Omegle agregó una nueva característica especial a los modos de texto y video, la opción de ingresar etiquetas de "interés". Los intereses permitieron a los usuarios emparejarse con un extraño que tiene algo en común con el usuario. El usuario ingresaba tantos intereses como desee, y si no se encontraba ninguna coincidencia disponible, el usuario se emparejaba con un extraño completamente al azar.
En 2013, se abrió una versión no supervisada del modo de chat de video, dejando la sección de video regulada por el moderador de contenido original abierta a cualquier persona de trece años en adelante, siempre que el contenido de su transmisión de video esté limpio. Inicialmente, el contenido para adultos cuestionable en la sección de videos de Omegle se filtró utilizando solo algoritmos de reconocimiento de imágenes. Esta sección de videos no monitoreados permitía a los mayores de dieciocho años consentir la libertad de ver y compartir entre sí transmisiones de video explícitas sin censura.[cita requerida]
En 2014,[cita requerida] Omegle comenzó a experimentar con un modo "Dorm Chat", que requería que los usuarios proporcionen una dirección de correo electrónico que terminara en ".edu" para verificar que estén asociados con un colegio o universidad. Dorm Chat daba la oportunidad a los usuarios de chatear con sus compañeros de clase y colegas en Omegle.
En 2015, Omegle comenzó a implementar medidas de seguridad de ReCaptcha para ayudar a reducir la cantidad de bots en el sitio. Sin embargo, esto dio pie a quejas por la permanencia de bots y por la interrupción de conversaciones legítimas.
En 2023 finalmente, Omegle fue permanente cerrado, encontrando ahora al entrar en la página, un mensaje de despedida por parte del fundador de Omegle con los motivos de este hecho. El autor destaca que Omegle fue un buen lugar, que la premisa de conocer gente al azar no tenía nada de malo pero que ha recibido críticas que dejaron de ser constructivas con el paso de los años, esto último siendo la razón del cierre. 
Los niños menores de 13 años no podían usar Omegle y los jóvenes menores de 18 necesitaban el consentimiento de sus padres. El sitio no censuraba ningún enlace de Internet peligroso. El canal británico BBC argumentó que «Este no es un sitio adecuado para usuarios jóvenes».

## Distribución
Alrededor de medio millón de usuarios visitaban Omegle al día. Gracias a esto, el sitio web llegó a ocupar el puesto 2802 en todo el mundo (al 6 de agosto de 2020) de los sitios web más populares en el ranking de Alexa.

## Controversias
Antes de principios de 2013, el sitio no censuraba las contribuciones a través de un filtro de blasfemias y los usuarios informaron haber encontrado desnudez o contenido sexual en la cámara. Después de enero de 2013, Omegle implementó un chat de video "monitoreado" para monitorear el mal comportamiento y proteger a las personas menores de 18 años de contenido potencialmente dañino, incluida la desnudez o el contenido sexual. Sin embargo, el seguimiento solo es parcialmente eficaz. Para complementar el chat de video monitoreado, Omegle también tiene un chat de video "no monitoreado" que no es monitoreado por contenido sexual. K-Brooks ha reconocido el contenido cuestionable del sitio, expresando en un momento su decepción por la forma en que se ha utilizado el sitio.
A finales de 2019 y principios de 2020, Omegle comenzó a lanzar golpes al Partido Comunista de China y a expresar su apoyo a la Liberación de Hong Kong durante las Protestas en Hong Kong de 2019-2020, con una imagen en la portada que decía "Xi Jinping (Secretario General del Partido Comunista de China) seguro que se parece a Winnie the Pooh".
Omegle estaba disponible como una aplicación móvil que permitía a los usuarios chatear libremente desde un dispositivo Android, iPhone, iPod Touch o Palm con WebOS. Sin embargo, en 2020, Apple y Google señalaron la aplicación por comportamiento inapropiado hacia menores. Por lo tanto, la aplicación dejó de estar disponibles a través de la App Store y Android.
En 2021 ciertos grupos nacionalistas blancos y de alt-right colapsaron las redes de Omegle en Reino Unido, EE. UU. y Canadá. Entre ellos estuvo Paul Miller (gypsycrusader), un streamer detenido por la policía estadounidense. Otro humorista radical conocido en la red es "CodComedyTJ", quién asciende a millones de visualizaciones en TikTok y Telegram.
El sitio cerró permanentemente el 9 de noviembre de 2023, ya que debido a varias denuncias, el fundador decidió definitivamente cerrar la página.